# Shino Lin
Shino Lin (nacida en 1973) es una cantante de rock taiwanesa.

## Biografía
Nacida en Taiwán, vivió en Pingtung, Guangdong en China. Más adelante se trasladó a Japón, instalándose en Nagoya, allí inicia su carrera musical, compitiendo en varios concursos de canto y además poniendo a prueba su voz y su talento. En 1998 lanza su primer álbum discográfico titulado "Sìyě línxiǎopéi" en Taiwán, que cuenta con la colaboración de Chung Hi, un famoso cantautor y productor de música. 

## Discografía
- 1998 Sìyě línxiǎopéi
- 1999  Tā zhīdào
- 1999  Qínggē wèi nǐ (EP)
- 2000  Zhè shì sìyě
- 2001 Yǒu nǐ de kuàilè EP
- 2001  Sìyě gōng
- 2003 Bùzhī hǎodǎi
- 2003  SHINO 1 rì zuì jiā shǒu zhāngjīngxuǎn
- 2008  Dì yī zhāng
- 2010  Wǔ yǔ lúnbǐ
- 2013 Wǒ wàngle